# Mal Graham
Robert Malcolm Graham, detto Mal (23 febbraio 1945), è un ex cestista statunitense, professionista nella NBA.

## Carriera
Venne selezionato dai Boston Celtics al primo giro del Draft NBA 1967 (11ª scelta assoluta).
Con gli Stati Uniti disputò le Universiadi di Tokyo 1967.

## Palmarès
- Campionato NBA: 2

Boston Celtics: 1968, 1969